# Chưng khô
Chưng khô (piroliza) là quá trình phân hóa các chất hữu cơ bằng nhiệt, dưới tác động của nhiệt độ cao, trong thời gian dài và trong điều kiện thiếu oxy và các chất oxy hóa khác.
Thường thì trong quá trình chưng khô các hợp chất hóa học phức tạp sẽ bị phân hủy thành các chất đơn giản hơn, có phân tử lượng nhỏ hơn (cracking). Trong một số trường hợp thì qua chưng khô có thể tạo ra các chất nung, là các chất đơn giản hơn về hóa học nhưng lại có cấu trúc mạng không gian, với nhiều thuộc tính vật lý rất thú vị. Cơ chế biến hóa trong quá trình chưng khô thường là khá phức tạp, còn về bản chất của hiện tượng này thì rất khó nghiên cứu trong các điều kiện mà nó tồn tại.
Trong công nghiệp thì chưng khô thường dùng để:
- Thu hồi các chất mônôme (có cấu trúc đơn phần) từ polymer (cấu trúc chuỗi đa phần) trong quá trình xử lý chất thải và tái thu hồi (recycling).[5]
- Sản xuất đồ sứ.[6]
- Sản xuất các vật liệu, nhất là các loại vật liệu chịu nhiệt.[7]

Chưng khô là một công đoạn của quá trình hóa khí.